# Главак Тамара Володимирівна
Тамара Володимирівна Главак (Ващенко) (2 січня 1939, село Баришівка, тепер селище Баришівського району Київської області — 1 березня 2016, місто Київ) — українська радянська партійна діячка, секретар ЦК ЛКСМУ, секретар Київського міськкому КПУ. Кандидат у члени ЦК КПУ в 1976—1986 роках. Кандидат філософських наук.

## Біографія
Закінчила Київську середню школу № 11.
Освіта вища. Закінчила Київський державний університет імені Тараса Шевченка.
Член КПРС з 1961 року.
Перебувала на комсомольській роботі, працювала в Київському обласному комітеті ЛКСМУ.
У жовтні 1963 — 28 жовтня 1970 року — секретар ЦК ЛКСМ України. Одночасно голова Комітету молодіжних організацій УРСР.
4 серпня 1970 — 1973 року — секретар Хмельницького обласного комітету КПУ з питань ідеології.
У 1973—1975 роках — слухач Академії суспільних наук при ЦК КПРС.
У 1975 — 21 квітня 1983 року — секретар Київського міського комітету КПУ з питань ідеології.
У 1983—1991 роках — заступник голови Державного комітету СРСР з професійно-технічної освіти, начальник Управління
Державного комітету СРСР з народної освіти.
На початку 90-х років переїхала до Києва, викладала філософію в Київському гуманітарному інституті.
Була одружена з Григорієм Івановичем Ващенком, заступником голови Ради Міністрів Української РСР,
міністром торгівлі СРСР
Потім — на пенсії у місті Києві. Похована на Байковому цвинтарі.

## Нагороди
- орден «Знак Пошани» (14.11.1980) — «за підготовку і проведення Ігор XXII Олімпіади»
- медалі
- Грамота Президії Верховної Ради Української РСР (25.10.1968)